# هندسة جيوتقنية

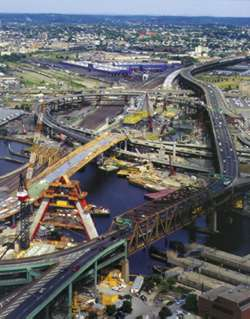

الجيولوجيا التقنية أو التقنية الجيولوجية أو تقنيات التربة أو ميكانيك التربة هو العلم الذي يختص بدراسة علم التأسيس والأثر المتبادل بين التربة والأساسات. يشمل هذا العلم كل ما يتعلق بالتعرف على التربة وتصنيفها والطرائق المباشرة لاستكشاف التربة، وطرائق إجراء التجارب المخبرية عليها ومن ثم طرائق الحساب الإنشائية المختلفة وكذلك طرائق وتقنيات بناء العناصر الانشائية أو المنشآت ذات التماس المباشر مع التربة. كما يشمل كل تقنيات معالجة وحفر التربة.
أن تسمية جيوتكنيك هي التسمية الحديثة الشاملة للأقسام، في العديد الكليات والمعاهد العالية المختصة حيث كانت هذه الأقسام تسمى بأسماء اختصاصات محددة مثل: قسم الأساسات، قسم ميكانيك التربة، قسم ميكانيك الصخور، قسم الأنفاق، قسم بناء القطار المترو...الخ.
يدًّرس هذا الاختصاص في الجامعات والكليات المختصة عادةً بهندسة البناء.
طور هذا العلم ضمن علوم الهندسة المدنية أو هندسة البناء ويستند في المعارف التي يشملها إلى كل من علم الجيولوجيا وعلمالمناجم. حيث أصبحت الجيولوجيا التقنية علماً مستقلاً ضمن العلوم الهندسية,

## المواضيع التي يعالجها العلم
- تأسيس المنشآت مثل: الجسور، الأنفاق, الطرقات، السكك(علم التأسيس وعلم بناء الأنفاق، علم المناجم).
- بناء المنشآت المائية مثل (هويس، سد...الخ)
- دراسات مواقع الأرض ذات الفروق الحادة والسريعة في المناسيب، مثل: حفريات التأسيس، أو الجدران الاستنادية، أو أرصفة الموانئ البحرية أو النهرية.
- دراسات أمان المنحدرات مثل: منحدرات الطرق، منحدرات السكك، منحدرات السدود، جدران الموانئ.
- بناء منشآت من التربة مثل السدود الترابية، ردميات الطرق، ردميات الطرق...الخ.
- فحص وتصنيف التربة لأعمال التأسيس وكذلك الماء الجوفي.
- فحص ودراسة الأجسام الترابية التي تخترقها المياه مثل: أكتاف قنوات جر الماء
- قياس ومعاينة آثار الأحمال الديناميكية على التربة، مثل أثار الدق أو التفجير أو الاهتزازات الناتجة عن وسائل النقل
- حماية التربة والمياه الجوفية من الملوثات

يجري خلال علمي ميكانيك التربة والجيولوجيا الهندسية التعرف على التربة من خلال عوامل معينة. parameters ذلك بهدف تحويل العلاقة المتبادل بين التربة والمنشأ إلى علاقات رياضية. يستطيع المهندس) مهندس الأنفاق أو مهندس السكك...الخ) باستخدامها أن يصمم العناصر الإنشائية ذات التماس مع التربة، على تلقي الحمولات المطبقة بحيث يتحقق فيها الشرطين التاليين:
- الأمان الكافي
- الاقتصادية في التصميم

يقصد بالأمان بقاء مجموع القوى المقاومة للانهيار في أي مقطع من المنشأ (قوى قص، قوى ناظمية، عزوم, قوى ناظمية...الخ) أكبر من القوى المهاجمة التي تدفع المنشأ نحو الانهيار. أم الاقتصادية في التصميم فتعني تصميم عناصر إنشائية ذات أبعاد وخواص بحيث تحقق درجات الأمان المطلوبة في المراجع ذات الصلةً.
تطور علم الجيوتكنيك مع تطور طرائق الحساب وكذلك مع تطور تقنيات قياس الاجهادات والتشوهات في العناصر الإنشائية على العناصر الإنشائية ذات التماس المباشر مع التربة.
كما تطورت كذلك تقنيات تنفيذ الأعمال الجيوتكنيكية الخاصة بتحسين مواصفاتها الميكانيكية بما يلي:
- رج التربة العميق مع حشوها بتربة خشنة أو بالبيتون الردمي.
- طرائق استبدال التربة ورصها.
- حقن التربة بالمواد الكيمياوية والأسمنت العادي أو الناعم باستخدام ضغوط خفيفة تصل إلى 5 بار.
- حت التربة باستخدام الضغوط العالية تصل إلى 1000 بار وحقنها بنفس الوقت بالأسمنت البورتلاندي.
- شق وخلط وحقن التربة بالاسمنت العادي.

كما أمكن نقل القوى إلى التربة بتسليحها بعناصر عن طريق
- مواد صناعية مثل الجيوتكستيل.
- شدادات دائمة ومؤقتة وكذلك مسبقة الإجهاد وغير مسبقة الإجهاد.